# Avenida Ciudad de Valparaíso
La Avenida Valparaíso es una avenida cordobesa que cruza la zona sur de esta ciudad argentina. Tiene un recorrido de aproximadamente 10 km y se extiende desde la Avenida Hipólito Yrigoyen hasta el Límite de Ejido Municipal. En su nacimiento se encuentra dentro de la Ciudad Universitaria y forma parta de la ruta  A-104  , que es conocida popularmente como  Camino a San Antonio . Lleva su nombre en honor a la ciudad chilena de Valparaíso.

## Toponimia
La avenida lleva este nombre por la ciudad chilena de Valparaíso.

## Transporte sobre la avenida
Ya que se ubica dentro del polo universitario, y funciona como acceso a ella, en sus primeros metros de recorrido pasan diversas líneas de colectivos (marcados con *):
| Corredor | Líneas                                                                                                   |
| -------- | --- |
|          | - A * - A2 * - A3 - A4 (recorre totalmente la avenida) - A6 * - A9 (recorre totalmente la avenida) - A10 |
|          | - C3* - C7*                                                                                              |
|          | - E1* - E5*                                                                                              |
|          | - N3* - N6*                                                                                              |
|          | - V (Ramal a UNC)*                                                                                       |
|          | - D1* - D5*                                                                                              |
|          | - T1* |